# Obelisco (Gijón)
Obelisco es una de las más de cien esculturas, monumentos y obras de arte que adornan las calles de la ciudad asturiana de Gijón, en el norte de España. Está erigida desde el 2003 en el final de la Avenida de la Constitución, en la popularmente conocida como rotonda de Foro, que da acceso a la zona sur de la ciudad.

## Descripción
La pieza escultórica ideada por el artista Joaquín Rubio Camín fue originalmente diseñada en 1992 y ubicada en el paseo de Begoña, en el centro de la ciudad, si bien debido a las obras de remodelación del mismo llevadas a cabo en el año 2002 hubo de ser demolida y construida posteriormente y a modo de compensación con el artista, en su ubicación actual, ya que dadas sus dimensiones no era posible trasladarla.
La pieza, réplica de la original, está compuesta por veinte bloques de hormigón de 0,9m de ancho por 0,9m de alto y de 1,8m de largo que se superponen de forma helicoidal uno encima de otro hasta alcanzar los cerca de 20m de altura.